# جهش گربه مرده
جهش گربهٔ مرده (به انگلیسی: Dead Cat Bounce) در امور مالی، به یک بهبود مختصر در قیمت سهام رو به افول بکار می‌رود. واژه جهش گربهٔ مرده از این ایده گرفته شده‌است، که «حتی یک گربهٔ مرده نیز هنگامی‌ که از ارتفاع خیلی بلند سقوط کند، پس از به زمین خوردن کمی جهش پیدا می‌کند». این ایده از وال استریت سرچشمه گرفته‌است و اغلب برای مواردی که سهام یک شرکت پس از یک دوره افول یا پس از طی مدت رکود شاهد تجدید فعالیت باشد، بکار می‌رود.

## تاریخچه
قدیمی‌ترین دوران استفاده از این عبارت به سال ۱۹۸۵ باز می‌گردد، که بازارهای بورس سنگاپور و مالزی، بعد از بحران اقتصادی آن سال، دوباره بهبود پیدا کردند. گزارش شده که روزنامه نگاران هوریس براگ و ونگ سولنگ از فایننشیال تایمز گفته‌اند بهبود بازار «جهش گربهٔ مرده بود».

## کاربرد
استفاده استاندارد از این عبارت بدین صورت است: بالا رفتن قیمت سهامی که قبلاً متحمل کاهش بود. در موارد دیگر این عبارت منحصراً برای اشاره به اوراق بهادار یا سهام بکار می‌رود. نخست اینکه، اوراق بهادار، گذشتهٔ عملکردی ضعیفی دارند. دوم اینکه، افول «صحیح» است از این نظر که کسب و کار اساسی ضعیف می‌باشد (مثل، فروش‌های رو به کاهش، یا وضعیت مالی متشنج). در راستای همین، تردیداتی در این مورد است، که اوراق بهادار، در شرایط بهتر (اقتصاد یا بازار کلی)، بهبود می‌یابند. گونه‌های مختلف تعریف این عبارت شامل موارد زیر می‌شوند:
- یک سهام با افول بالا، جهشی شدید از پایین‌ترین نرخ‌ها دارد.[۴]
- حرکت کم رو به بالای قیمت در یک بازاری که در حال سقوط است، که بعد از این حرکت رو به بالا، بازار به سقوط ادامه می‌دهد.[۵][۶]

## تحلیل تکنیکی
الگوی قیمت «جهش گربهٔ مرده» ممکن است به عنوان قسمتی از روش تحلیل تکنیکی خرید و فروش سهام در نظر گرفته شود. الگوی قیمت مانند جهش گربهٔ مرده تنها با نگاه به گذشته قابل شناخته شدن می‌باشد. تحلیل تکنیکی جهش گربه مرده را به عنوان الگوی تداومی که در ابتدا به شکل الگویی وارونه به نظر می‌آید، توصیف می‌کند. با حرکتی رو به پایین شروع می‌شود، که در ادامه تغییر ۱۸۰ درجه حرکت قیمت پدید می‌آید. قیمت نمی‌تواند به بالا رفتن ادامه دهد و در عوض به سمت پایین سقوط کرده و از نرخ پایین پیشین نیز فراتر می‌رود.